# Pedies tabeius
Pedies tabeius är en insektsart som beskrevs av Cigliano och D. Otte 2003. Pedies tabeius ingår i släktet Pedies och familjen gräshoppor. Inga underarter finns listade i Catalogue of Life.